# Venezuela en la Copa América

## Estadísticas
| Copa América | Copa América   | Copa América | Copa América | Copa América | Copa América | Copa América | Copa América | Copa América |
| Año          | Ronda          | Posición     | PJ           | V            | E            | D            | GF           | GC           |
| ------------ | -------------- | ------------ | ------------ | ------------ | ------------ | ------------ | ------------ | ------------ |
| 1916-63      | No participó   | No participó | No participó | No participó | No participó | No participó | No participó | No participó |
| 1967         | Ronda final    | 5.º          | 5            | 1            | 0            | 4            | 7            | 16           |
| 1975         | Fase de grupos | 10.º         | 4            | 0            | 0            | 4            | 1            | 26           |
| 1979         | Fase de grupos | 10.º         | 4            | 0            | 2            | 2            | 1            | 12           |
| 1983         | Fase de grupos | 10.º         | 4            | 0            | 1            | 3            | 1            | 10           |
| 1987         | Fase de grupos | 10.º         | 2            | 0            | 0            | 2            | 1            | 8            |
| 1989         | Fase de grupos | 10.º         | 4            | 0            | 1            | 3            | 4            | 11           |
| 1991         | Fase de grupos | 10.º         | 4            | 0            | 0            | 4            | 1            | 17           |
| 1993         | Fase de grupos | 11.º         | 3            | 0            | 2            | 1            | 6            | 11           |
| 1995         | Fase de grupos | 12.º         | 3            | 0            | 0            | 3            | 4            | 10           |
| 1997         | Fase de grupos | 12.º         | 3            | 0            | 0            | 3            | 0            | 5            |

| Copa América | Copa América     | Copa América   | Copa América   | Copa América   | Copa América   | Copa América   | Copa América   | Copa América   |
| Año          | Ronda            | Posición       | PJ             | V              | E              | D              | GF             | GC             |
| ------------ | ---------------- | -------------- | -------------- | -------------- | -------------- | -------------- | -------------- | -------------- |
| 1999         | Fase de grupos   | 12.º           | 3              | 0              | 0              | 3              | 1              | 13             |
| 2001         | Fase de grupos   | 12.º           | 3              | 0              | 0              | 3              | 0              | 7              |
| 2004         | Fase de grupos   | 11.º           | 3              | 0              | 1              | 2              | 2              | 5              |
| 2007         | Cuartos de final | 6.º            | 4              | 1              | 2              | 1              | 5              | 6              |
| 2011         | Cuarto lugar     | 4.º            | 6              | 2              | 3              | 1              | 7              | 8              |
| 2015         | Fase de grupos   | 9.º            | 3              | 1              | 0              | 2              | 2              | 3              |
| 2016         | Cuartos de final | 6.º            | 4              | 2              | 1              | 1              | 4              | 5              |
| 2019         | Cuartos de final | 7.º            | 4              | 1              | 2              | 1              | 3              | 3              |
| 2021         | Fase de grupos   | 9.º            | 4              | 0              | 2              | 2              | 2              | 6              |
| 2024         | Por determinar   | Por determinar | Por determinar | Por determinar | Por determinar | Por determinar | Por determinar | Por determinar |
| Total        | 0 títulos        | 19/47          | 70             | 8              | 17             | 47             | 52             | 180            |

### Por rival
Actualizado al 27 de junio de 2021.
| Rival          | PJ | V | E  | D  | GF | GC  | V%      | E%      | D%      |
| -------------- | -- | - | -- | -- | -- | --- | ------- | ------- | ------- |
| Argentina      | 6  | 0 | 0  | 6  | 3  | 30  | 0 %     | 0 %     | 100 %   |
| Bolivia        | 5  | 2 | 2  | 1  | 9  | 5   | 40 %    | 40 %    | 20 %    |
| Brasil         | 9  | 0 | 2  | 7  | 2  | 30  | 0 %     | 22.22 % | 77.78 % |
| Chile          | 10 | 1 | 2  | 7  | 4  | 25  | 10 %    | 20 %    | 70 %    |
| Colombia       | 7  | 1 | 2  | 4  | 3  | 11  | 14.29 % | 28.57 % | 57.14 % |
| Ecuador        | 4  | 1 | 1  | 2  | 4  | 12  | 25 %    | 25 %    | 50 %    |
| Estados Unidos | 1  | 0 | 1  | 0  | 3  | 3   | 0 %     | 100 %   | 0 %     |
| Jamaica        | 1  | 1 | 0  | 0  | 1  | 0   | 100 %   | 0 %     | 0 %     |
| México         | 3  | 0 | 1  | 2  | 3  | 7   | 0 %     | 33.33 % | 66.67 % |
| Paraguay       | 6  | 0 | 2  | 4  | 8  | 19  | 0 %     | 33.33 % | 66.67 % |
| Perú           | 9  | 1 | 2  | 6  | 6  | 17  | 11.11 % | 22.22 % | 66.67 % |
| Uruguay        | 9  | 1 | 2  | 6  | 6  | 21  | 11.11 % | 22.22 % | 66.67 % |
| Total          | 70 | 8 | 17 | 45 | 52 | 180 | 11.43 % | 24.29 % | 64.29 % |

## Resultados

### 1967
| 18 de enero de 1967 Campeonato Sudamericano      | Chile           | 2–0 | Venezuela | Montevideo, Uruguay                                          |  |
|                                                  | Marcos 12', 41' |     |           | Estadio: Centenario Asistencia: 7000 Árbitro: Isidro Ramírez |  |
| Nota: Venezuela jugó con el uniforme de Peñarol. |                 |     |           |                                                              |  |

| 22 de enero de 1967 Campeonato Sudamericano | Uruguay                                | 4–0 | Venezuela | Montevideo, Uruguay                                              |  |
|                                             | Urruzmendi 5', 34' · Oyarbide 62', 68' |     |           | Estadio: Centenario Asistencia: 7000 Árbitro: Eunápio de Queiróz |  |

| 25 de enero de 1967 Campeonato Sudamericano | Argentina                                         | 5–1 | Venezuela   | Montevideo, Uruguay                                      |  |
|                                             | Artime 18', 65', 88' · Carone 26' · Marzolini 50' |     | Santana 72' | Estadio: Centenario Asistencia: 2500 Árbitro: Mario Gasc |  |

| 28 de enero de 1967 Campeonato Sudamericano | Bolivia | 0–3 | Venezuela                              | Montevideo, Uruguay                                        |  |
|                                             |         |     | Scovino 59' · Santana 67' · Ravelo 84' | Estadio: Centenario Asistencia: 11 000 Árbitro: Mario Gasc |  |

| 2 de febrero de 1967 Campeonato Sudamericano | Paraguay                                                 | 5–3 | Venezuela                             | Montevideo, Uruguay                                          |  |
|                                              | A. González 11' · Rojas 16', 29' · Mora 22' · Colmán 81' |     | Mendoza 3' · Santana 77' · Ravelo 89' | Estadio: Centenario Asistencia: 1500 Árbitro: Enrique Marino |  |

### 1975
| 31 de julio de 1975 Copa América | Venezuela | 0–4 | Brasil                                           | Caracas, Venezuela                                                    |  |
|                                  |           |     | Evangelista 2' · Danival 50' · Palhinha 82', 88' | Estadio: Olímpico de la UCV Asistencia: 20 000 Árbitro: Carlos Rivero |  |

| 6 de agosto de 1975 Copa América | Venezuela   | 1–5 | Argentina                                      | Caracas, Venezuela                                                        |  |
|                                  | Iriarte 14' |     | Luque 12', 34', 66' · Kempes 30' · Ardiles 86' | Estadio: Olímpico de la UCV Asistencia: 15 000 Árbitro: Rafael Hormazábal |  |

| 10 de agosto de 1975 Copa América                               | Argentina | 11–0 | Venezuela | Rosario, Argentina                                                   |  |
|                                                                 | D. Killer 8', 41', 62' · Gallego 14' · Ardiles 39' · Kempes 53', 81' · Zanabria 56', 64' · Bóveda 80' · Luque 85' |      |           | Estadio: Gigante de Arroyito Asistencia: 50 000 Árbitro: Pedro Reyes |  |
| Nota: Peor derrota en la historia de la selección de Venezuela. | |      |           |                                                                      |  |

| 13 de agosto de 1975 Copa América | Brasil                                                                        | 6–0 | Venezuela | Belo Horizonte, Brasil                                      |  |
|                                   | Roberto Batata 6', 79' · Nelinho 9' · Danival 37' · Campos 53' · Palhinha 65' |     |           | Estadio: Mineirão Asistencia: 32 000 Árbitro: Carlos Rivero |  |

### 1979
| 1 de agosto de 1979 Copa América | Venezuela | 0–0 | Colombia | San Cristóbal, Venezuela                                                          |
|                                  |           |     |          | Estadio: Polideportivo de Pueblo Nuevo Asistencia: 18 000 Árbitro: Luis Barrancos |

| 8 de agosto de 1979 Copa América | Venezuela    | 1–1 | Chile      | San Cristóbal, Venezuela                                                        |  |
|                                  | Carvajal 70' |     | Peredo 81' | Estadio: Polideportivo de Pueblo Nuevo Asistencia: 14 000 Árbitro: César Pagano |  |

| 22 de agosto de 1979 Copa América | Colombia                                              | 4–0 | Venezuela | Bogotá, Colombia                                                               |  |
|                                   | Iguarán 17' · Valverde 53' · Chaparro 59' · Morón 86' |     |           | Estadio: Nemesio Camacho El Campín Asistencia: 30 000 Árbitro: Carlos Espósito |  |

| 29 de agosto de 1979 Copa América | Chile                                                                     | 7–0 | Venezuela | Santiago, Chile                                                              |  |
|                                   | Peredo 3', 59' (pen.) · Rivas 38', 54' · Véliz 74' · Soto 80' · Yáñez 84' |     |           | Estadio: Nacional de Chile Asistencia: 70 000 Árbitro: Enrique Labo Revoredo |  |

### 1983
| 1 de septiembre de 1983 Copa América | Uruguay                                       | 3–0 | Venezuela | Montevideo, Uruguay                                              |  |
|                                      | Cabrera 35' · Morena 51' (pen.) · Luzardo 68' |     |           | Estadio: Centenario Asistencia: 60 000 Árbitro: Gabriel González |  |

| 8 de septiembre de 1983 Copa América | Chile                                                    | 5–0 | Venezuela | Santiago, Chile                                                              |  |
|                                      | Arriaza 22' · Dubó 25' · Aravena 35', 83' · Espinoza 51' |     |           | Estadio: Nacional de Chile Asistencia: 20 000 Árbitro: Enrique Labo Revoredo |  |

| 18 de septiembre de 1983 Copa América | Venezuela  | 1–2 | Uruguay                     | Caracas, Venezuela                                                  |  |
|                                       | Febles 77' |     | Santelli 74' · Aguilera 87' | Estadio: Brígido Iriarte Asistencia: 3000 Árbitro: Carlos Montalván |  |

| 21 de septiembre de 1983 Copa América | Venezuela | 0–0 | Chile | Caracas, Venezuela                                              |
|                                       |           |     |       | Estadio: Brígido Iriarte Asistencia: 3000 Árbitro: Elías Jácome |

### 1987
| 28 de junio de 1987 Copa América | Brasil                                                                 | 5–0 | Venezuela | Córdoba, Argentina                                                  |  |
|                                  | Edú 33' · Morovic 39' (a.g.) · Careca 66' · Nelsinho 72' · Romário 89' |     |           | Estadio: Olímpico de Córdoba Asistencia: 8000 Árbitro: Elías Jácome |  |

| 30 de junio de 1987 Copa América | Chile                                      | 3–1 | Venezuela         | Córdoba, Argentina                                                    |  |
|                                  | Letelier 17' · Contreras 70' · Salgado 83' |     | Acosta 24' (pen.) | Estadio: Olímpico de Córdoba Asistencia: 5000 Árbitro: Luis Barrancos |  |

### 1989
| 1 de julio de 1989 Copa América | Brasil                                        | 3–1 | Venezuela     | Salvador, Brasil                                                       |  |
|                                 | Bebeto 2' · Geovani 36' (pen.) · Baltazar 57' |     | Maldonado 63' | Estadio: Fonte Nova Asistencia: 35 000 Árbitro: Juan Daniel Cardellino |  |

| 3 de julio de 1989 Copa América | Colombia                                             | 4–2 | Venezuela          | Salvador, Brasil                                                 |  |
|                                 | Higuita 36' (pen.) · Iguarán 46', 75' · De Ávila 71' |     | Maldonado 73', 88' | Estadio: Fonte Nova Asistencia: 26 000 Árbitro: Rodolfo Martínez |  |

| 5 de julio de 1989 Copa América | Perú        | 1–1 | Venezuela     | Salvador, Brasil                                              |  |
|                                 | Navarro 30' |     | Maldonado 29' | Estadio: Fonte Nova Asistencia: 32 589 Árbitro: Vincent Mauro |  |

| 7 de julio de 1989 Copa América | Paraguay                      | 3–0 | Venezuela     | Salvador, Brasil                                                 |  |
|                                 | Neffa 41' · Ferreira 50', 73' |     | Maldonado 29' | Estadio: Fonte Nova Asistencia: 38 000 Árbitro: Rodolfo Martínez |  |

### 1991
| 6 de julio de 1991 Copa América | Chile                      | 2–0 | Venezuela | Santiago, Chile                                                            |  |
|                                 | Vilches 22' · Zamorano 34' |     |           | Estadio: Nacional de Chile Asistencia: 45 000 Árbitro: Armando Pérez Hoyos |  |

| 8 de julio de 1991 Copa América | Argentina                                | 3–0 | Venezuela | Santiago, Chile                                                             |  |
|                                 | Batistuta 28', 50' (pen.) · Caniggia 43' |     |           | Estadio: Nacional de Chile Asistencia: 50 000 Árbitro: Milton Villavicencio |  |

| 10 de julio de 1991 Copa América | Paraguay                                                               | 5–0 | Venezuela | Santiago, Chile                                                           |  |
|                                  | Neffa 34' · Guirland 38' · Monzón 75', 87' (pen.) · Vidal Sanabria 81' |     |           | Estadio: Nacional de Chile Asistencia: 30 000 Árbitro: José Torres Cadena |  |

| 12 de julio de 1991 Copa América | Perú                                                              | 5–1 | Venezuela            | Santiago, Chile                                                          |  |
|                                  | La Rosa 9', 55' · Cavallo 21' (a.g.) · Del Solar 58' · Hirano 62' |     | Del Solar 14' (a.g.) | Estadio: Nacional de Chile Asistencia: 5000 Árbitro: Armando Pérez Hoyos |  |

### 1993
| 15 de junio de 1993 Copa América | Ecuador                                                                   | 6–1 | Venezuela    | Quito, Ecuador                                                             |  |
|                                  | Muñoz 19' · Noriega 32' · Fernández 57', 81' · Hurtado 65' · Aguinaga 84' |     | Dolgetta 79' | Estadio: Olímpico Atahualpa Asistencia: 45 000 Árbitro: Francisco Lamolina |  |

| 19 de junio de 1993 Copa América | Uruguay                      | 2–2 | Venezuela                | Ambato, Ecuador                                            |  |
|                                  | Saralegui 23' · Kanapkis 79' |     | Dolgetta 10' · Rivas 79' | Estadio: Bellavista Asistencia: 15 000 Árbitro: Pablo Peña |  |

| 22 de junio de 1993 Copa América | Estados Unidos                          | 3–3 | Venezuela                         | Quito, Ecuador                                                         |  |
|                                  | Henderson 20' · Lalas 37' · Kinnear 51' |     | Dolgetta 68', 80' · Echenausi 89' | Estadio: Olímpico Atahualpa Asistencia: 45 000 Árbitro: Alberto Tejada |  |

### 1995
| 5 de julio de 1995 Copa América | Uruguay                                                      | 4–1 | Venezuela    | Montevideo, Uruguay                                                 |  |
|                                 | Fonseca 14' · Otero 25' · Francescoli 75' (pen.) · Poyet 84' |     | Dolgetta 53' | Estadio: Centenario Asistencia: 32 000 Árbitro: Salvador Imperatore |  |

| 9 de julio de 1995 Copa América | México                                       | 3–1 | Venezuela         | Maldonado, Uruguay                                                       |  |
|                                 | García 41' (pen.), 57' (pen.) · Espinoza 76' |     | Campos 65' (a.g.) | Estadio: Domingo Burgueño Miguel Asistencia: 700 Árbitro: Raúl Domínguez |  |

| 12 de julio de 1995 Copa América | Paraguay                                   | 3–2 | Venezuela                  | Maldonado, Uruguay                                                    |  |
|                                  | Cardozo 35' · Villamayor 64' · Gamarra 83' |     | Miranda 13' · Dolgetta 68' | Estadio: Domingo Burgueño Miguel Asistencia: 2000 Árbitro: Óscar Ruiz |  |

### 1997
| 12 de junio de 1997 Copa América | Bolivia     | 1–0 | Venezuela | La Paz, Bolivia                                                  |  |
|                                  | Coimbra 60' |     |           | Estadio: Hernando Siles Asistencia: 40 000 Árbitro: Byron Moreno |  |

| 15 de junio de 1997 Copa América | Uruguay                    | 2–0 | Venezuela | Sucre, Bolivia                                                    |  |
|                                  | Recoba 19' · Saralegui 47' |     |           | Estadio: Olímpico Patria Asistencia: 1000 Árbitro: Eduardo Gamboa |  |

| 18 de junio de 1997 Copa América | Perú              | 2–0 | Venezuela | Sucre, Bolivia                                                  |  |
|                                  | Cominges 13', 59' |     |           | Estadio: Olímpico Patria Asistencia: 1500 Árbitro: Byron Moreno |  |

### 1999
| 30 de junio de 1999 Copa América | Brasil                                                                           | 7–0     | Venezuela | Ciudad del Este, Paraguay                                                   |  |
|                                  | Ronaldo 26', 63' · Emerson 40' · Amoroso 55', 82' · Ronaldinho 75' · Rivaldo 84' | Reporte |           | Estadio: Antonio Oddone Sarubbi Asistencia: 22 000 Árbitro: Bonifacio Núñez |  |

| 3 de julio de 1999 Copa América | Chile                                           | 3–0     | Venezuela | Ciudad del Este, Paraguay                                             |  |
|                                 | Zamorano 5' · Sierra 21' · Tortolero 66' (a.g.) | Reporte |           | Estadio: Antonio Oddone Sarubbi Asistencia: 22 000 Árbitro: Juan Luna |  |

| 6 de julio de 1999 Copa América | México                       | 3–1     | Venezuela    | Ciudad del Este, Paraguay                                                   |  |
|                                 | Blanco 21', 39' · Osorno 29' | Reporte | Urdaneta 72' | Estadio: Antonio Oddone Sarubbi Asistencia: 18 000 Árbitro: Bonifacio Núñez |  |

### 2001
| 11 de julio de 2001 Copa América | Colombia                                | 2–0 | Venezuela | Barranquilla, Colombia                                                                    |  |
| 20:45 (UTC−5)                    | - Grisales 15' - Aristizábal 59' (pen.) |     |           | Estadio: Metropolitano Roberto Meléndez Asistencia: 50 000 Árbitro: René Ortube (Bolivia) |  |

| 14 de julio de 2001 Copa América | Chile            | 1–0     | Venezuela | Barranquilla, Colombia                                                                       |  |
| 16:15 (UTC−5)                    | - Montecinos 78' | Reporte |           | Estadio: Metropolitano Roberto Meléndez Asistencia: 33 000 Árbitro: Gilberto Alcalá (México) |  |

| 17 de julio de 2001 Copa América | Ecuador                                         | 4–0     | Venezuela | Barranquilla, Colombia                                                                      |  |
| 18:30 (UTC−5)                    | - Delgado 19', 63' - Fernández 29' - Méndez 60' | Reporte |           | Estadio: Metropolitano Roberto Meléndez Asistencia: 20 000 Árbitro: Gilberto Hidalgo (Perú) |  |

### 2004
| 6 de julio de 2004 Copa América | Colombia   | 1–0 | Venezuela | Lima, Perú                 |  |
|                                 | Moreno 21' |     |           | Estadio: Nacional del Perú |  |

| 9 de julio de 2004 Copa América | Perú                                   | 3–1 | Venezuela     | Lima, Perú                 |  |
|                                 | Farfán 34' · Solano 62' · Acasiete 72' |     | Margiotta 74' | Estadio: Nacional del Perú |  |

| 12 de julio de 2004 Copa América | Bolivia     | 1–1 | Venezuela | Trujillo, Perú    |  |
|                                  | Galindo 32' |     | Morán 27' | Estadio: Mansiche |  |

### 2007
| 26 de junio de 2007 Copa América | Venezuela                | 2–2 | Bolivia               | San Cristóbal, Venezuela               |  |
| 20:50                            | Maldonado 20' · Páez 55' |     | Moreno 38' · Arce 84' | Estadio: Polideportivo de Pueblo Nuevo |  |

| 30 de junio de 2007 Copa América | Venezuela                   | 2–0 | Perú | San Cristóbal, Venezuela               |  |
| 18:20                            | Cichero 48' · Arismendi 79' |     |      | Estadio: Polideportivo de Pueblo Nuevo |  |

| 3 de julio de 2007 Copa América | Venezuela | 0–0 | Uruguay | Mérida, Venezuela                |  |
| 20:50                           |           |     |         | Estadio: Metropolitano de Mérida |  |

| 7 de julio de 2007 Copa América | Venezuela  | 1–4 | Uruguay                                      | San Cristóbal, Venezuela               |  |
| 18:05                           | Arango 41' |     | Forlán 38', 90' · García 64' · Rodríguez 86' | Estadio: Polideportivo de Pueblo Nuevo |  |

### 2011
| 3 de julio de 2011 Copa América | Brasil | 0–0     | Venezuela | La Plata, Argentina                                        |  |
| 16:00 UTC−3                     |        | Reporte |           | Estadio: Ciudad de La Plata Árbitro: Raúl Orosco (Bolivia) |  |

| 9 de julio de 2011 Copa América | Ecuador | 0–1     | Venezuela       | Salta, Argentina                                                       |  |
| 18:30 UTC−3                     |         | Reporte | C. González 61' | Estadio: Padre Ernesto Martearena Árbitro: Wálter Quesada (Costa Rica) |  |

| 13 de julio de 2011 Copa América | Paraguay                                | 3–3     | Venezuela                           | Salta, Argentina                                                 |  |
| 19:15 UTC−3                      | Alcaraz 32' · Barrios 62' · Riveros 85' | Reporte | Rondón 4' · Miku 89' · Perozo 90+2' | Estadio: Padre Ernesto Martearena Árbitro: Enrique Osses (Chile) |  |

| 17 de julio de 2011 Copa América | Chile     | 1–2     | Venezuela                     | San Juan, Argentina                                                                  |  |
| 19:15 UTC−3                      | Suazo 69' | Reporte | Vizcarrondo 34' · Cichero 80' | Estadio: San Juan del Bicentenario Asistencia: 23 000 Árbitro: Carlos Vera (Ecuador) |  |

| 20 de julio de 2011 Copa América                | Paraguay | 0–0 (5–3 p)                     | Venezuela | Mendoza, Argentina                                                               |  |
| 21:45 UTC−3                                     |          |                                 |           | Estadio: Malvinas Argentinas Asistencia: 8000 Árbitro: Francisco Chacón (México) |  |
|                                                 |          | Penaltis                        |           |                                                                                  |  |
| Ortigoza · Barrios · Riveros · Martínez · Verón |          | Maldonado · Rey · Lucena · Miku |           |                                                                                  |  |

| 23 de julio de 2011 Copa América | Perú                                    | 4–1 | Venezuela  | La Plata, Argentina                                                              |  |
| 16:00 UTC−3                      | Chiroque 41' · Guerrero 63', 89', 90+2' |     | Arango 77' | Estadio: Ciudad de La Plata Asistencia: 20 000 Árbitro: Wilmar Roldán (Colombia) |  |

### 2015
| 14 de junio de 2015 Copa América | Colombia | 0–1     | Venezuela  | Rancagua, Chile      |  |
|                                  |          | Reporte | Rondón 59' | Estadio: El Teniente |  |

| 18 de junio de 2015 Copa América | Perú        | 1–0     | Venezuela | Valparaíso, Chile               |  |
|                                  | Pizarro 71' | Reporte |           | Estadio: Elías Figueroa Brander |  |

| 21 de junio de 2015 Copa América | Brasil                 | 2–1     | Venezuela | Santiago, Chile     |  |
|                                  | Silva 8' · Firmino 51' | Reporte | Miku 82'  | Estadio: Monumental |  |

### 2016
| 5 de junio de 2016 Copa América Centenario | Jamaica | 0–1 | Venezuela    | Chicago, Estados Unidos |  |
| 17:00                                      |         |     | Martínez 15' | Estadio: Soldier Field  |  |

| 9 de junio de 2016 Copa América Centenario | Uruguay | 0–1 | Venezuela  | Philadelphia, Estados Unidos     |  |
| 19:30                                      |         |     | Rondón 36' | Estadio: Lincoln Financial Field |  |

| 13 de junio de 2016 Copa América Centenario | México     | 1–1 | Venezuela     | Houston, Estados Unidos |  |
| 20:00                                       | Corona 79' |     | Velázquez 10' | Estadio: NRG Stadium    |  |

| 18 de junio de 2016 Copa América Centenario | Argentina                                | 4–1 | Venezuela  | Foxborough, Estados Unidos |  |
| 19:00                                       | Higuaín 8', 28' · Messi 60' · Lamela 71' |     | Rondón 70' | Estadio: Gillette Stadium  |  |

### 2019
| 15 de junio de 2019 Copa América | Perú | 0–0     | Venezuela | Porto Alegre, Brasil     |  |
|                                  |      | Reporte |           | Estadio: Arena do Grêmio |  |

| 18 de junio de 2019 Copa América | Brasil | 0–0     | Venezuela | Salvador, Brasil                   |  |
|                                  |        | Reporte |           | Estadio: Itaipava Arena Fonte Nova |  |

| 22 de junio de 2019 Copa América | Bolivia        | 1–3     | Venezuela                        | Belo Horizonte, Brasil |  |
|                                  | Justiniano 82' | Reporte | Machís 2', 55' · J. Martínez 86' | Estadio: Mineirão      |  |

| 28 de junio de 2019 Copa América | Argentina                      | 2–0     | Venezuela | Rio de Janeiro, Brasil |  |
|                                  | L. Martínez 10' · Lo Celso 74' | Reporte |           | Estadio: Maracaná      |  |

### 2021
| 13 de junio de 2021 Copa América | Brasil                                                   | 3–0     | Venezuela | Brasilia, Brasil                             |  |
|                                  | Marquinhos 23' · Neymar 64' (pen.) · Gabriel Barbosa 89' | Reporte |           | Estadio: Nacional de Brasilia Mané Garrincha |  |

| 17 de junio de 2021 Copa América | Colombia | 0–0     | Venezuela | Goiânia, Brasil                           |  |
|                                  |          | Reporte |           | Estadio: Olímpico Pedro Ludovico Teixeira |  |

| 20 de junio de 2021 Copa América | Ecuador                  | 2–2     | Venezuela                      | Río de Janeiro, Brasil          |  |
|                                  | Preciado 39' · Plata 71' | Reporte | Castillo 51' · Hernández 90+1' | Estadio: Olímpico Nilton Santos |  |

| 27 de junio de 2021 Copa América | Perú         | 1–0     | Venezuela | Brasilia, Brasil                          |  |
|                                  | Carrillo 48' | Reporte |           | Estadio: Olímpico Pedro Ludovico Teixeira |  |